# Ringgold (Georgia)
Ringgold település az Amerikai Egyesült Államok Georgia államában, Catoosa megyében, melynek megyeszékhelye is. Lakosainak száma 3414 fő (2020. április 1.).

## Népesség
A település népességének változása:

| 2010 | 3 580 |
| 2020 | 3 414 |